# Biomaterial
Als Biomaterial oder zum Teil als Implantatmaterial werden allgemein synthetische oder nichtlebende natürliche Werkstoffe bezeichnet, die in der Medizin für therapeutische oder diagnostische Zwecke eingesetzt werden und dabei in unmittelbaren Kontakt mit biologischem Gewebe des Körpers kommen. Diese Materialien treten dabei in chemische, physikalische und biologische Wechselwirkungen mit den entsprechenden biologischen Systemen.
Allgemein bezeichnet der Begriff alle Materialien, die im Rahmen von therapeutischen oder diagnostischen Maßnahmen in Kontakt mit dem Körper kommen, und schließt damit auch den kurzzeitigen Kontakt über die äußere Körperoberfläche, über Körperöffnungen und über von außen zugängliche Schleimhäute ein. Eine vor allem in der Forschung übliche, enger gefasste Definition umfasst hingegen nur solche Materialien, die zum längerfristigen Verbleib ins Körperinnere eingebracht werden.
Der Begriff Biomaterial bezieht sich dabei auf die stofflichen, insbesondere die chemischen und physikalischen, Eigenschaften des Materials. Kennzeichnend für ein Biomaterial ist eine aus seinen Eigenschaften resultierende Biokompatibilität, die sowohl die funktionale Ähnlichkeit zu körpereigenen Strukturen als auch eine angemessene biologische Verträglichkeit im Körper umfasst. Demgegenüber beschreiben die Begriffe Implantat oder Prothese die konkrete Funktion eines aus einem oder mehreren verschiedenen Biomaterialien bestehenden Medizinproduktes im Hinblick auf eine bestimmte Anwendung.

## Zweck und Anforderungen
Biomaterialien dienen oft dem vorübergehenden oder dauerhaften Ersatz von Organen, Organteilen oder Körperstrukturen, die aufgrund von Krankheit, Verletzungen oder Alterung zerstört wurden oder in ihrer Funktion eingeschränkt sind.
Die Eignung eines Werkstoffes zum Einsatz als Biomaterial definiert sich zum einen über die funktionale Kompatibilität zum Organ oder Gewebe, das ersetzt werden soll. Das heißt, der verwendete Werkstoff muss hinsichtlich wesentlicher Eigenschaften wie Härte, Elastizität und Plastizität oder der Durchlässigkeit für verschiedene Substanzen dem zu ersetzenden biologischen Gewebe hinreichend ähnlich sein. Darüber hinaus soll er diese Eigenschaften nach Möglichkeit für die gesamte Verweildauer im Körper, mindestens aber einen hinreichend langen Zeitraum bis zu einem möglichen Ersatz, aufweisen.
Zum anderen ist die Biokompatibilität, also die biologische Verträglichkeit, ein entscheidendes Kriterium für die Eignung eines Biomaterials. Darunter versteht man, dass ein Material auch längerfristig möglichst wenig negative Auswirkungen auf das umliegende Gewebe haben darf. Wichtige Komponenten der Reaktion des Körpers, welche die Biokompatibilität beeinflussen, sind Entzündungsprozesse und immunologische Reaktionen. Die Gesamtheit dieser gegen ein implantiertes Biomaterial gerichteten Prozesse wird als Fremdkörperreaktionen bezeichnet.
Zu den kurz- und längerfristigen negativen Folgen des Einsatzes eines Biomaterials, die nach Möglichkeit zu vermeiden sind, zählen beispielsweise mechanische Reizungen wie Druckschmerz, anhaltende akute Entzündungsreaktionen, toxische und mutagene Effekte, Allergien und Infektionen. Neben den schädigenden Auswirkungen auf das Körpergewebe können diese Reaktionen zum Teil auch die Funktion des Materials bis hin zum Versagen des Implantats negativ beeinflussen.
Ein „ideales“ Biomaterial, das sowohl allen Anforderungen an seine funktionalen Eigenschaften gerecht wird als auch durch eine vollständige Biokompatibilität gekennzeichnet ist, und somit eine uneingeschränkte Anwendung mit dauerhafter Funktion ermöglichen würde, steht derzeit nicht zur Verfügung.

## Verwendete Materialien

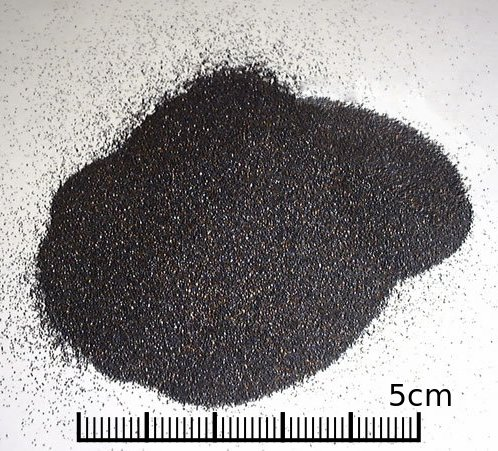
Titanpulver

Die als Biomaterialien verwendeten Werkstoffe sind hinsichtlich ihrer Herkunft sowie ihrer chemischen und physikalischen Eigenschaften keine einheitliche Gruppe. Vielmehr lassen sich eine Reihe von verschiedenen Materialgruppen unterscheiden. Zu den ältesten als Biomaterial verwendeten Werkstoffen zählen Metalle, insbesondere Edelmetalle wie Gold und Platin sowie andere korrosionsbeständige Metalle wie Titan. Sie zeichnen sich neben ihrer chemischen Beständigkeit durch eine hohe mechanische Festigkeit aus und werden dementsprechend vor allem zum Ersatz von Knochen und Zähnen verwendet. Sie gelten als inert. Für ähnliche Anwendungen werden auch Materialien auf der Basis von Kohlenstoff sowie verschiedene Keramik-Werkstoffe eingesetzt. Weit verbreitet sind darüber hinaus medizinische Kunststoffe wie beispielsweise Polyester, Polyethylen und Polyurethan, die je nach ihren konkreten Eigenschaften für verschiedene Zwecke zum Einsatz kommen. Hierzu zählen unter anderem Gesichtsprothesen bei Unfall- und Krebspatienten oder Prothesen zum Ersatz von Blutgefäßen, aber auch Meniskusimplantate und Inlays für Gelenksprothesen.
Von den genannten Werkstoffen, die aufgrund ihrer chemischen und physikalischen Eigenschaften dauerhaft ihre Funktion behalten sollen, sind sogenannte resorbierbare Werkstoffe zu unterscheiden. Diese werden vom Körper durch chemische und biologische Prozesse abgebaut, ein bei der Anwendung dieser Werkstoffe erwünschter Vorgang. Zu diesen zählen beispielsweise Polymere aus Glykolsäure oder Dioxanon, die als chirurgische Nahtmaterialien bei Operationen eingesetzt werden, bei denen eine Entfernung der Naht nach der Verheilung der vernähten Körperöffnung unzweckmäßig ist. Ein weiteres Beispiel für ein resorbierbares Biomaterial ist Hydroxylapatit (HA), ein auf Calciumphosphat basierender Werkstoff zum Knochenersatz. Hydroxylapatit wird in diesem Zusammenhang überwiegend als Beschichtungsmaterial eingesetzt. Es wirkt sowohl osteokonduktiv, das heißt als Stützstruktur (Scaffold) für Knochenzellen, als auch osteoinduktiv durch Anregung des Wachstums von neuem Knochengewebe, und fördert dadurch das Anwachsen eines Implantats an den Knochen. Magnesiumlegierungen, die dem menschlichen Knochen vergleichbare Eigenschaften hinsichtlich Festigkeit und Elastizität aufweisen, werden insbesondere in Kombination mit HA als Implantatmaterial getestet. Ziel ist die Entwicklung eines resorbierbaren Implantatwerkstoffs.
Zu den natürlichen Stoffen, die als Biomaterial zum Einsatz kommen, zählen zum Beispiel Korallen als Stützstruktur beim Ersatz von Knochen. Weitere Beispiele sind Collagen, das aus Chitin entstehende Chitosan oder das aus Seetang gewonnene Alginat. Diese Substanzen werden insbesondere zur Oberflächenbeschichtung beziehungsweise Umhüllung der eingangs genannten Werkstoffe genutzt, um die Biokompatibilität des gesamten Implantats zu verbessern.

## Anwendungsbeispiele

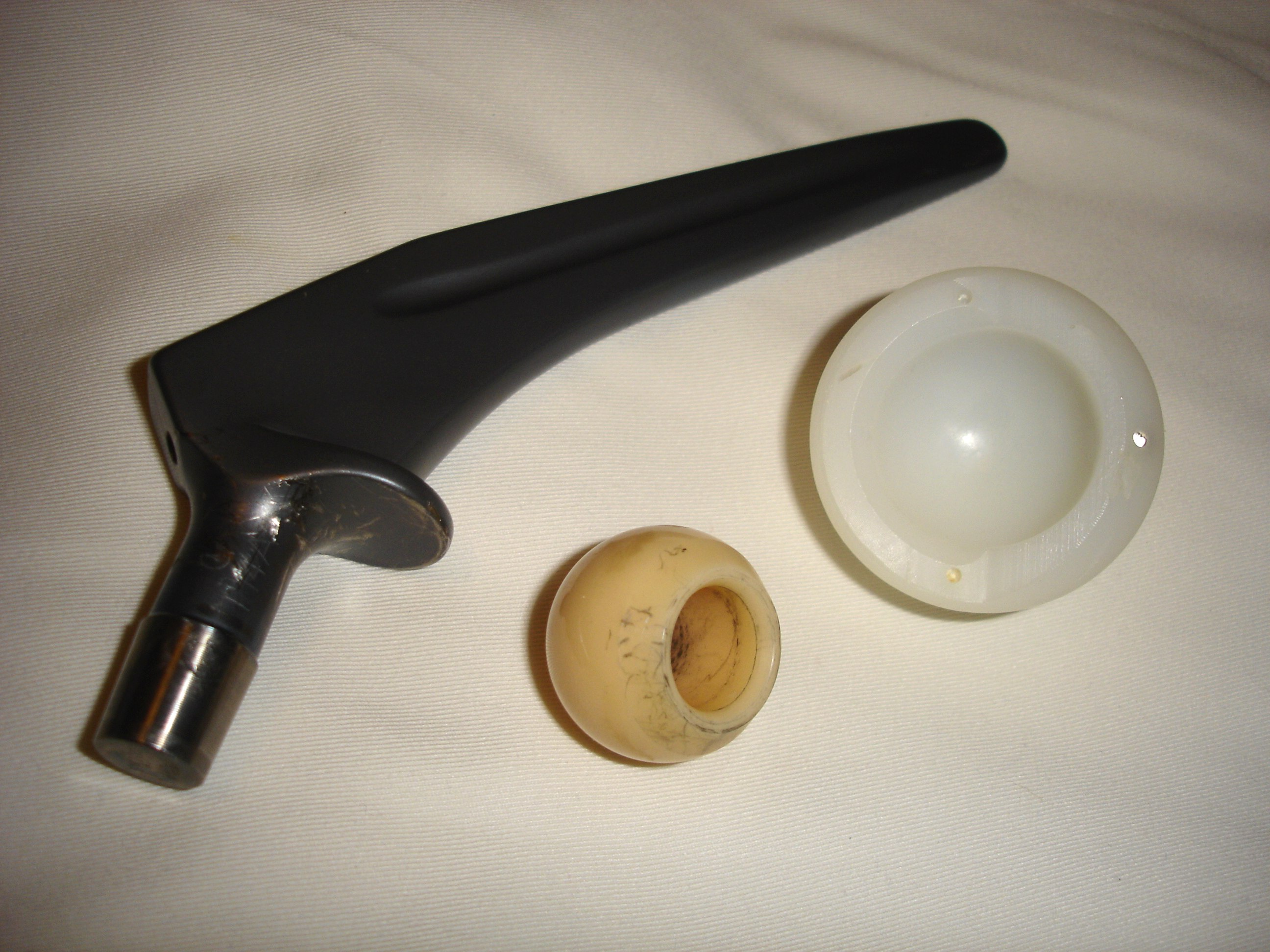
Hüftprothese aus Titan mit Keramik-Kopf

Biomaterialien werden in vielfältiger Form in der Medizin verwendet. Zu den einfachsten Anwendungen gehören Verbandsmaterialien zur Wundabdeckung. Sie übernehmen vorübergehend einen Teil der Funktionen der durch die Wunde zerstörten Haut, so den Schutz der darunterliegenden Gewebe vor Umwelteinflüssen und die Verhinderung des Austrittes von Blut. Eine weitere vergleichsweise einfache Anwendung von Biomaterialien sind Kontaktlinsen. Bei solchen äußeren Anwendungen ist eine Entfernung oder ein Ersatz des Materials im Falle einer Unverträglichkeit oder eines Funktionsverlustes in der Regel sehr einfach möglich.
Viele Biomaterialien werden in Form von Implantaten im Körperinneren eingesetzt. Sie dienen dabei beispielsweise im Rahmen einer als Osteosynthese bezeichneten Behandlung zur Unterstützung der Heilung nach einem Knochenbruch ebenso wie dem dauerhaften Ersatz von Knochen, die durch einen Unfall oder durch Knochenkrebs irreparabel zerstört wurden. Möglich ist auch der Ersatz von Gelenkstrukturen, die durch chronische Erkrankungen oder langjährige Belastung abgenutzt sind. Mit Gefäßprothesen können Blutgefäße ersetzt werden, Stents dienen der Abstützung der Wand von Blutgefäßen. Beispiele für den Ersatz von Organteilen oder ganzen Organen durch Biomaterialien sind künstliche Herzklappen, künstliche Harnblasen, Herzschrittmacher oder Kunstherzen, sowie Cochlea-Implantate im Ohr. Auch in der plastischen Chirurgie werden Biomaterialien eingesetzt, wie beispielsweise Glas für Kunstaugen, Silikon zur Brustvergrößerung oder Polyester zur Gesichtsrekonstruktion.
Ein Sonderfall der Anwendung von Biomaterialien sind sogenannte extrakorporale Organersatz- oder -unterstützungssysteme, also Geräte, die außerhalb des Körpers vorübergehend die Funktion eines Organs übernehmen. Zu diesen zählt beispielsweise die Herz-Lungen-Maschine, die während einer Operation zeitweise das Herz und die Lunge ersetzen kann, Geräte zur Dialyse als wiederholte Behandlung zum Ersatz der Nierenfunktion oder als Molecular Adsorbent Recirculation System (MARS) bezeichnete Systeme zur Blutentgiftung als Leberersatz. Die in diesen Geräten für die Zirkulation des Blutes sowie den Stoff- und Gasaustausch zwischen dem Blut und den Geräten verwendeten Werkstoffe müssen hinsichtlich ihrer funktionalen Eigenschaften und ihrer Biokompatibilität ähnliche Ansprüche erfüllen wie Biomaterialien, die als Implantate im Körperinneren verwendet werden.

## Geschichte
Nahtmaterial zum Wundverschluss wurde wahrscheinlich bereits vor rund 32.000 Jahren genutzt. Erste Funde, die eine gezielte Anwendung von körperfremden Materialien als therapeutische Implantate belegen, wurden auf einige hunderte Jahre nach Beginn der Zeitrechnung datiert. So wurde ein Zahnersatz aus Eisen in einem menschlichen Körper aus dem zweiten Jahrhundert gefunden, die Maya stellten etwa 400 Jahre später Zahnersatz aus dem Perlmutt von Seemuscheln her. Die Erfindung der Kontaktlinse geht wahrscheinlich zurück auf Adolf Gaston Eugen Fick etwa um das Jahr 1887. Gold und Platin als Stiftmaterial für Zahnersatz wurden erstmals zum Anfang des 19. Jahrhunderts eingesetzt. Im gleichen Zeitraum begannen Ärzte und Wissenschaftler, die Anwendung von Metallen für Implantate im Körperinneren gezielt in Studien zu untersuchen. Der deutsche Chirurg Themistocles Gluck führte 1891 die erste Implantation eines Hüftersatzes aus Elfenbein durch, die allerdings nicht von dauerhaftem Erfolg war. Die ersten Studien zur Anwendung von Kunststoffen als Biomaterial waren 1939 die Untersuchung von Cellophan zur Umhüllung von Blutgefäßen und die Untersuchung eines Nylonfadens als chirurgisches Nahtmaterial im Jahr 1941.

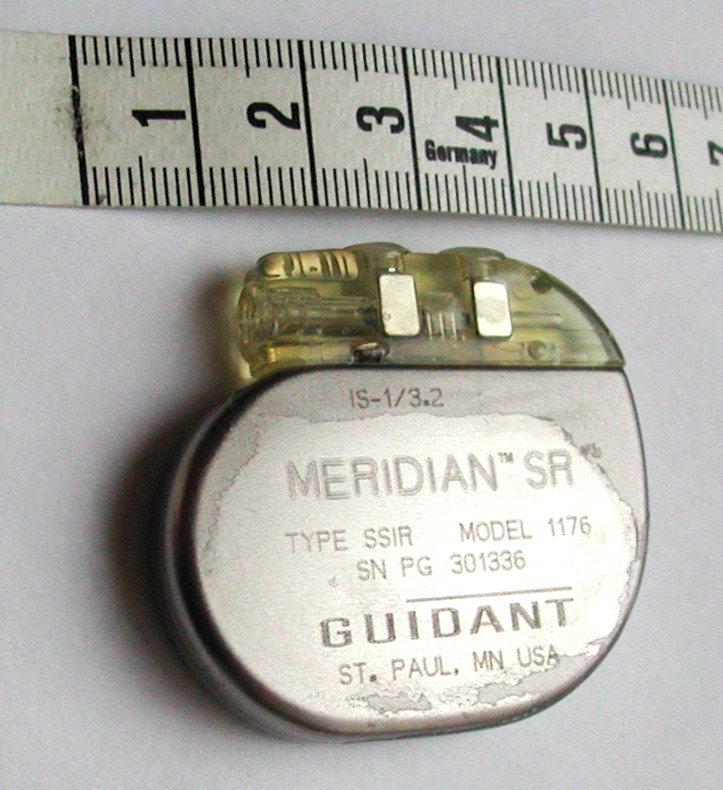
Herzschrittmacher

Die moderne Geschichte der Biomaterialien begann jedoch erst ab etwa 1950 mit der Entwicklung künstlicher Organe und Organunterstützungssysteme. So erfolgte beispielsweise 1952 die erste Anwendung einer Gefäßprothese im Menschen und erwies sich als Erfolg, der betreffende Patient überlebte viele Jahre ohne Probleme mit dem Implantat. Im gleichen Jahr wurde, allerdings erfolglos, erstmals die Implantation einer künstlichen Herzklappe in ein schlagendes Herz versucht. Ein Jahr später wurde dann von John Heysham Gibbon die erste Herz-Lungen-Maschine vorgestellt. Diese ermöglichte neben anderen Operationen am ruhenden Herzen auch den erstmaligen Ersatz einer Mitralklappe durch ein künstliches Implantat im Jahr 1960. Willem Kolff entwickelte im gleichen Jahr, basierend auf Untersuchungen ab 1943, die erste extrakorporale künstliche Niere. Mit dieser Technologie war es erstmals möglich, Patienten mit Nierenversagen vor dem sicheren Tod zu retten. Bereits drei Jahre zuvor hatte Kolff in einem Hund erstmals ein künstliches Herz implantiert. Nach der Erstanwendung eines Herzschrittmachers im Jahr 1958 durch den schwedischen Arzt Åke Senning erfolgte 1966 durch Michael DeBakey die erste Anwendung eines Herzunterstützungssystems im Körperinneren beim Menschen. Drei Jahre später versuchte Denton Cooley zum ersten Mal den Ersatz des vollständigen Herzens eines Menschen durch ein Kunstherz. Erste Erfolge gab es mit dem Einsatz des Jarvik-7-Kunstherzens ab 1982.
Neben wesentlichen Fortschritten in der Technologie und Funktionalität von Implantaten markierten die 1960er Jahre darüber hinaus den Beginn der designed biomaterials, also der gezielten Entwicklung und Modifikation von Biomaterialien im Hinblick auf ihre funktionellen Eigenschaften und ihre Biokompatibilität. Die bis dahin verwendeten Werkstoffe waren in der Regel Standardmaterialien, die in empirischen Versuchen auf ihre Eignung als Biomaterial untersucht wurden. Dementsprechend dominierten bis zum Beginn der 1960er Jahre Ärzte in Zusammenarbeit mit Ingenieuren das Feld der Biomaterialforschung. Im Gegensatz dazu wurden nun Methoden zur standardisierten Testung der funktionalen Eigenschaften und der Biokompatibilität entwickelt, die einen Vergleich verschiedener Materialien ermöglichten. Damit wurden in zunehmendem Maße auch Chemiker, Physiker und Materialwissenschaftler in die Forschung mit einbezogen, darüber hinaus mit steigender Bedeutung der Biokompatibilität und insbesondere einer Reihe wichtiger Erkenntnisse aus der Immunologie auch Biologen.